# Дуби черешчаті (Карлівка)
Дуби́ чере́шчаті — ботанічна пам'ятка природи місцевого значення в Україні. Розташована в межах міста Карлівка Полтавської області, на схід від залізничної станції Карлівка (біля стадіону «Локомотив»). 
Площа 3,5 га. Статус надано згідно з рішенням облради від 24.12.2002 року. Перебуває віданні: Карлівське виробниче управління житлово-комунального господарства. 
Статус надано для збереження парку з переважно дубовими насадженнями. Зростає 74 екземпляри дубів черешчатих. 

## Галерея

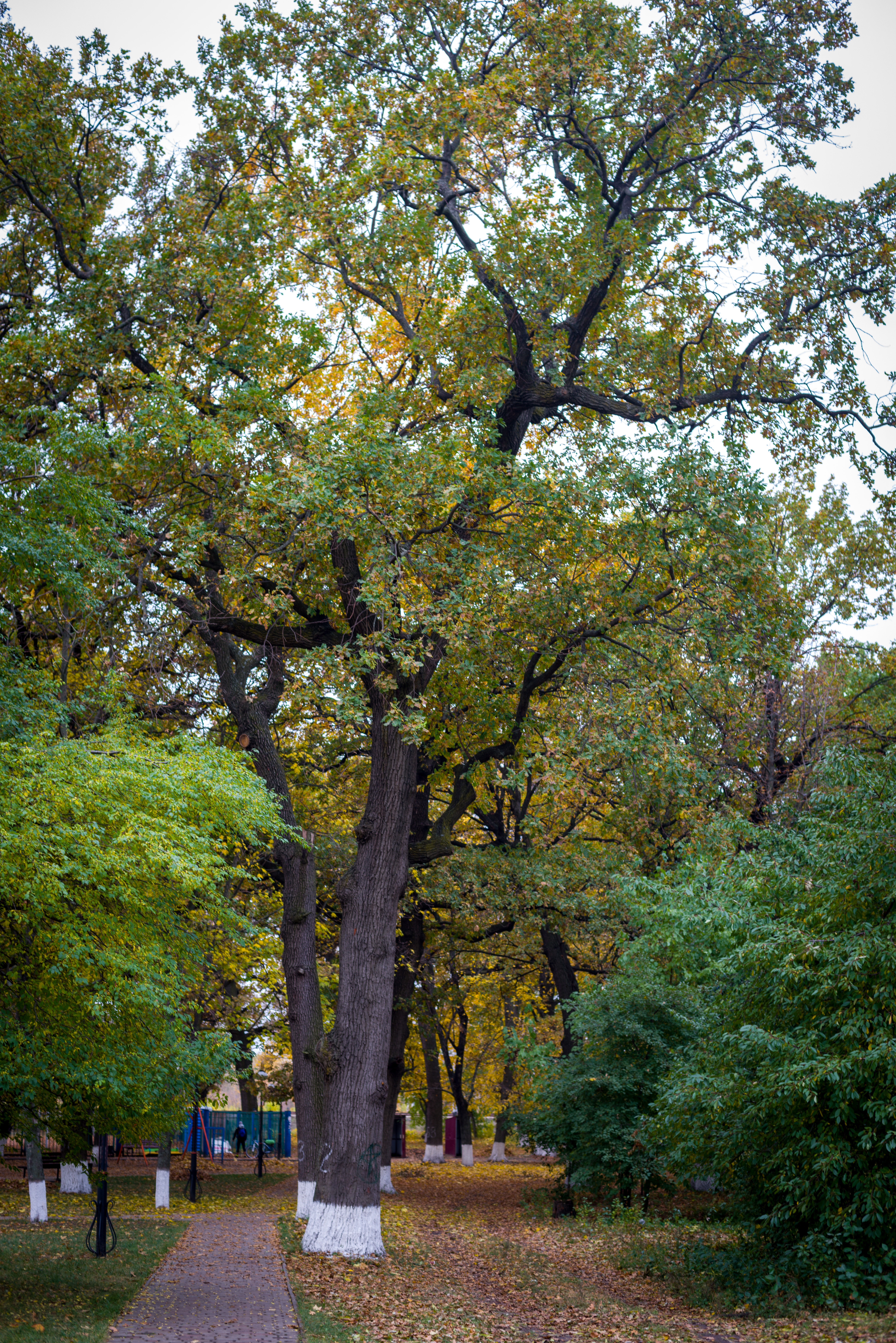
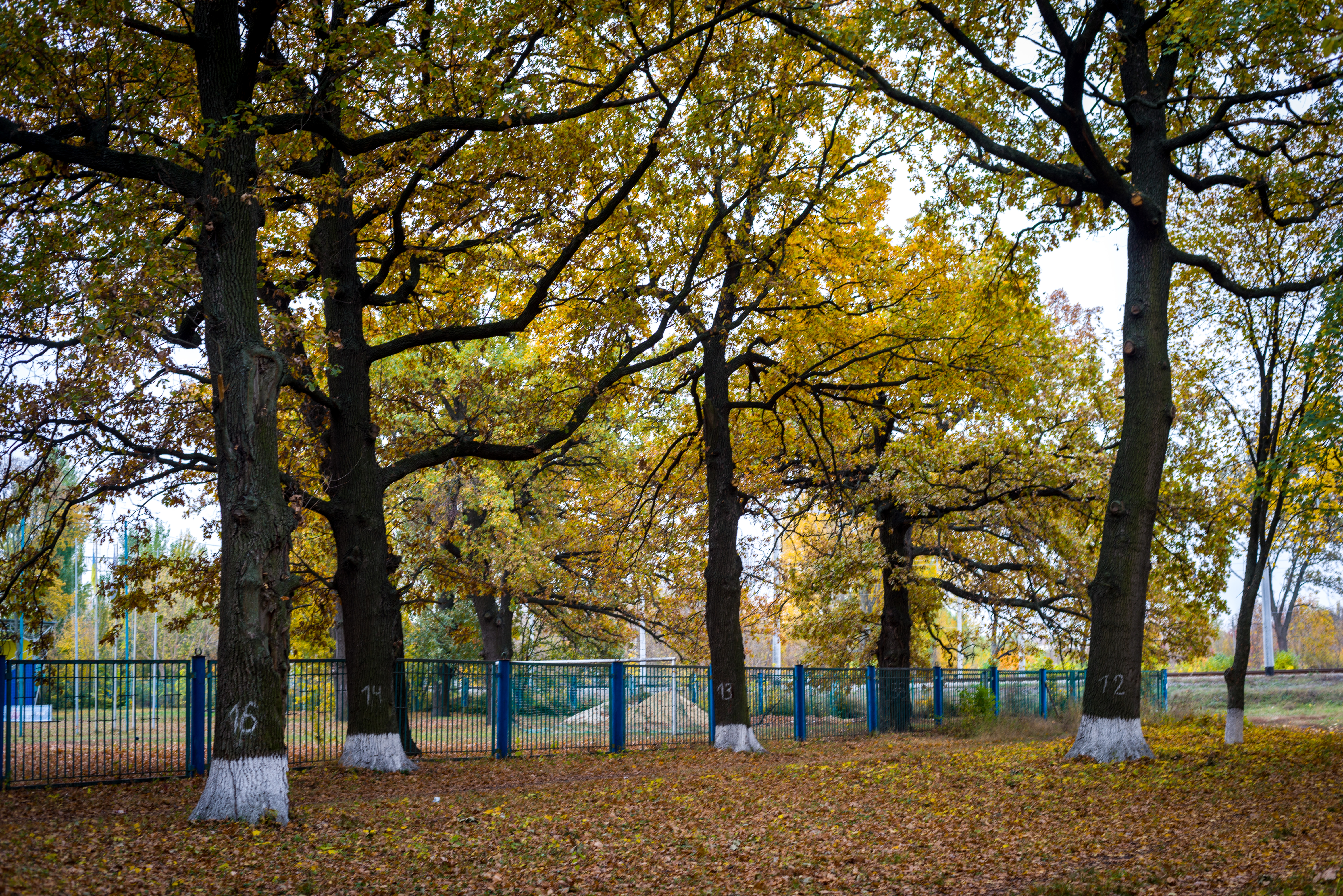
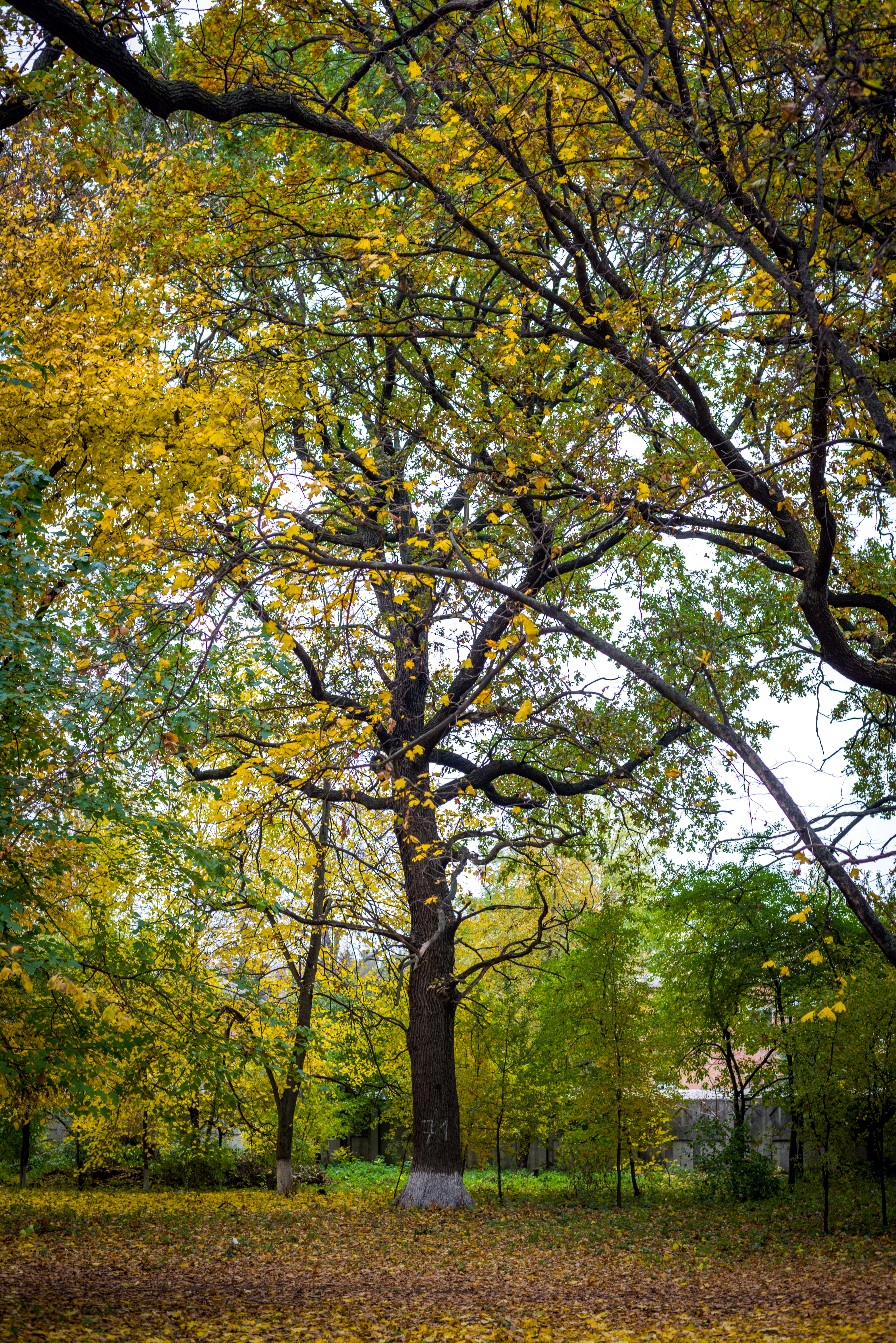